# Édouard Girod de l'Ain
Pour les articles homonymes, voir Girod et Girod de l'Ain.
André-Marie-Édouard, baron Girod de l'Ain (5 mai 1819, Gex - 6 janvier 1906, Paris), est un homme politique français.

## Biographie
Fils du général Félix Girod de l'Ain et gendre du général François Anthoine de Saint-Joseph, il entra au Conseil d'État comme auditeur, puis passa maître des requêtes
Le 6 novembre 1865, il fut, en remplacement du comte de Jonage, décédé, élu député de la deuxième circonscription de l'Ain au Corps législatif. Il siégea dans la majorité, obtint sa réélection le 24 mai 1869, et rentra dans la vie privée en 1870. 
Aux élections du 4 octobre 1885, porté sur une liste conservatrice de l'Ain, il obtint, sans être élu, 30 625 voix (76 043 votants).

## Sources
- « Édouard Girod de l'Ain », dans Adolphe Robert et Gaston Cougny, Dictionnaire des parlementaires français, Edgar Bourloton, 1889-1891 [détail de l’édition]